# Heiligenstädter Rendez-vous-Polka
Die Heiligenstädter Rendez-Vous-Polka ist eine Polka von Johann Strauss (Sohn) (op. 78). Das Werk wurde am 8. Juli 1850 in Kuglers Badhaus in Heiligenstadt (Wien)  erstmals aufgeführt.

## Einzelnachweis
1. ↑  Quelle: Englische Version des Booklets (Seite 22) in der 52 CDs umfassenden Gesamtausgabe der Orchesterwerke von Johann Strauß (Sohn), Hrsg. Naxos (Label). Das Werk ist als erster Titel auf der 5. CD zu hören.